# 李姆氏两极虫
李姆氏两极虫（学名：Myxidium rimsky-korsakowi）为两极科两极虫属的动物。分布于俄罗斯以及黑龙江流域等，营寄生生活，寄生在葛氏鲈塘鳢的膀胱。